# Victor Mihalachi
Victor Mihalachi (n. 24 februarie 1989, Mirnoe, raionul Anenii Noi, Republica Moldova) este un canoist de origine română, multiplu campion european și mondial.

## Legături externe
- Victor Mihalachi la Comitetul Olimpic și Sportiv Român (arhivat)
- en Victor Mihalachi la Olympedia.org
- en  Victor Mihalachi la olympics.com